# نيدو كزافييه
نيدو كزافييه (بالبرتغالية: Nedo Xavier‏) هو مدرب كرة قدم ولاعب كرة قدم برازيلي في مركز الدفاع، ولد في 15 أكتوبر 1952 في كوريتيبا في البرازيل. لعب مع أتلتيكو يوفنتوس ونادي أمريكا ونادي بالميراس ونادي فارنزي ونادي كوريتيبا.

## وصلات خارجية
- نيدو كزافييه على موقع قاعدة بيانات كرة القدم.إي يو (الإنجليزية)